# Gare de Paray-le-Monial
Gare de Paray-le-Monial vasútállomás Franciaországban, Paray-le-Monial településen.

## Vasútvonalak
Az állomást az alábbi vasútvonalak érintik:
- Moulins-Mâcon-vasútvonal
- Coteau-Montchanin-vasútvonal
- Paray-le-Monial-Givors-Canal-vasútvonal

## Kapcsolódó állomások
A vasútállomáshoz az alábbi állomások vannak a legközelebb:
- Gare de Génelard (Gare de Dijon-Ville)
- Gare de Digoin (Gare de Moulins-sur-Allier)
- Gare de La Clayette - Baudemont
- Gare de Varennes-sur-Allier